# Dyera
Dyera é um género botânico pertencente à família Apocynaceae.